# Međunarodni dan borbe protiv raka
Međunarodni dan borbe protiv raka (World Cancer Day) obilježava se svakog 4. veljače, kako bi se podigla svijest o oboljenjima od raka, njihovoj prevenciji, dijagnosticiranju i liječenju. 
Rak je vodeći uzrok smrti u svijetu. Svjetska zdravstvena organizacija predviđa da će bez intervencije 84 miliijuna ljudi umrijeti od raka u razdoblju između 2005. i 2015. godine. Svake godine, kod više od 12 milijuna ljudi dijagnosticira se rak, a 7,6 milijuna umire od bolesti. 
U 2008. godini, rak je bio uzrok 13 % svih smrti od čega su najčešći uzroci bili:
- rak pluća (1,4 milijuna smrti)
- rak želudca (740 000 smrti)
- rak jetre (700 000 smrti)
- kolorektalni rak (610 000 smrti)
- rak dojke (460 000 smrti)

Oko 30 % svih smrti uzrokovanih rakom nastalo je djelovanjem 5 vodećih faktora rizika ponašanja i prehrane:
- visokim indeksom tjelesne mase (BMI ili ITM)
- nedovoljnim unosom voća i povrća
- nedostatnom tjelesnom aktivnošću
- konzumiranjem duhana

## 2012.
Tema Svjetskog dana borbe protiv raka u 2012. godini je: „Zajedno je moguće“ jer svaka osoba, organizacija i zajednica pojedinačno mogu dati doprinos u borbi protiv raka kako bi se prijevremene smrti od raka smanjile za 25 % do 2025. godine. 

## 2013.
Tema Svjetskog dana borbe protiv raka 2013. godine „Rak- jeste li znali?” usmjerena je na podizanje naše kolektivne svijesti i glasa u ime poboljšanja općeg znanja o raku i prilika za razrješenje niza zabluda i mitova kojima je ova bolest još uvijek obavijena. Ovogodišnje poruke bave se s četiri mita koja se vežu uz rak.
1. Rak je samo zdravstveni problem
2. Rak je bolest bogatih, razvijenih zemalja i starijih ljudi
3. Rak je smrtna kazna
4. Rak je moja sudbina[1]

## Vanjske poveznice
- Službena stranica (engl.)

|  | Molimo pročitajte upozorenje o korištenju medicinskih informacija. Ne provodite liječenje bez savjetovanja s liječnikom! |